# Melatonine
Melatonine is een hormoon dat bij mensen in de pijnappelklier (epifyse) geproduceerd wordt uit serotonine, en in een met de tijd van de dag variërende hoeveelheid, aan het bloed en het hersenvocht, wordt afgegeven. Het is bij veel diersoorten van invloed op het slaap-waakritme en het voortplantingsritme.
Bij mensen is de natuurlijke productie van melatonine door de pijnappelklier direct gekoppeld aan de blootstelling aan licht van bepaalde receptoren in het netvlies van de ogen. Bij de aanwezigheid van blauwachtig licht (uit zonlicht, kunstlicht en beeldschermen), wordt de productie van melatonine geremd. Neemt de blootstelling aan licht af, dan komt de natuurlijke productie van melatonine weer op gang. Voor het lichaam is dit het signaal om de dag-activiteiten te verminderen en zich voor te bereiden op de nacht.
Melatonine wordt als voedingssupplement en geneesmiddel ingezet bij de behandeling van slapeloosheid, zoals van jetlag of ploegendienst. Het wordt meestal via de mond ingenomen. Het wetenschappelijk bewijs voor de werking van melatonine bij dergelijke slaapproblemen is echter niet sterk. Uit een grootschalig onderzoek in 2017 bleek dat melatonine-inname geen grote invloed heeft op de totale slaaptijd of slaapkwaliteit. Desondanks kan gebruik van melatonine de symptomen van enkele slaapstoornissen verlichten.

## Invloed door blauw licht
Aanmaak van het hormoon melatonine vindt continu plaats in de pijnappelklier. De aanwezigheid van blauw licht (476-495 nm) onderdrukt deze aanmaak. Sturing vindt plaats via de door de lichtgevoelige ganglioncellen in de ogen opgenomen blauw licht. Hier vanuit worden impulsen doorgestuurd naar de in de hersenen gelegen kern nucleus suprachiasmaticus, die vervolgens weer een signaal doorstuurt naar een andere kern, de nucleus paraventricularis hypothalami. Uit deze kern wordt een signaal afgegeven aan de preganglionaire sympathische zenuwcellen, die uiteindelijk een signaal via het ganglion cervicale superior doet uitgaan naar de pijnappelklier.

## Gebruik
Melatonine wordt in sommige landen verkocht als middel tegen jetlag en andere slaapstoornissen. In de Verenigde Staten wordt het als voedingssupplement verkocht en door miljoenen mensen gebruikt.
Sinds januari 2016 is melatonine in België zonder voorschrift verkrijgbaar in de apotheek. De Belgische Volksgezondheid heeft beslist dat een dosis tot 0,29 mg onder de categorie 'voedingssupplement' valt en vrij verkocht mag worden. Er zijn verschillende vormen van melatonine voedingssupplement waaronder slik- en smelttabletten. Een smelt- of sublinguale tablet geniet de voorkeur omdat hier het zogenaamde poortadereffect omzeild wordt. De actieve stof melatonine wordt op die manier beter opgenomen in het lichaam.

### Als geneesmiddel
In juni 2007 is melatonine in Nederland en andere Europese landen als geneesmiddel geregistreerd onder de merknaam Circadin. Circadin is een tablet met verlengde afgifte (2 mg melatonine) en bestemd voor patiënten van 55 jaar en ouder met een slechte slaapkwaliteit. Het wordt ook voorgeschreven als slaapmiddel bij jonge patiënten, als alternatief voor de klassieke slaapmiddelen die vaak verslavend werken en meer negatieve bijwerkingen hebben. Sinds september 2008 is Circadin in Nederland op recept verkrijgbaar. In België kwam dit later op de markt, en is ook enkel via recept te verkrijgen.
De rechtbank Gelderland vonniste op 24 februari 2015 dat in Nederland ook voor de dosering van 0,3 tot 2 mg een
handelsvergunning moet worden aangevraagd. In hetzelfde vonnis werd het de IGZ pas na 15 maart 2015 toegestaan om handhavend op te gaan treden tegen weigerachtige firma's. Op 28 augustus 2015 sprak het gerechtshof te Arnhem zich uit over dit vonnis. De sterktes tussen 0,3 mg en 5 mg melatonine vallen vooralsnog in een overgangsregeling.
In december 2018 is melatonine 3 mg in Nederland als zelfzorggeneesmiddel geregistreerd onder de merknaam Melatonine Pharma Nord 3 mg filmomhulde tabletten. Melatonine Pharma Nord 3 mg filmomhulde tabletten hebben een directe afgifte en zijn goedgekeurd voor kortdurend gebruik (maximaal 5 dagen) voor de behandeling van jetlag bij volwassenen. Jetlag kan worden herkend aan slaapstoornissen, moeheid overdag, vermoeidheid, lichte moeite hebben met denken, prikkelbaarheid en spijsverteringsklachten na een vliegreis.

### Als voedingssupplement
In Nederland is melatonine in zeer lage doseringen (0,3 mg) als voedingssupplement bij de apotheek of drogist te verkrijgen onder verschillende merknamen of onder de stofnaam. Melatoninepreparaten met sterktes hoger dan 0,3 mg vallen onder de Geneesmiddelenwet en zijn in Nederland daarom in principe alleen op recept verkrijgbaar bij de apotheek. Niettemin zijn in 2011 voedingssupplementen op de Nederlandse markt toegelaten met 3 mg melatonine. Deze zijn op basis van het principe van wederzijdse erkenning toegelaten, wat inhoudt dat de verkoop van producten die als warenwetproduct in de ene EU-lidstaat legaal op de markt zijn, in een andere EU-lidstaat niet mag worden geweigerd, tenzij veiligheid in het geding is.

## Immuunstimulerend effect
Het effect van melatoninepreparaten op het immuunsysteem is niet definitief vastgesteld. Met betrekking tot dit specifieke probleem werd opgemerkt dat melatonine hoogstwaarschijnlijk een dubbel effect heeft, waarbij tegelijkertijd de ene delen van het immuunsysteem worden geactiveerd en de andere delen ervan worden onderdrukt. Melatonine is een immuun-stimulerend middel dat ervoor zorgt dat het lichaam op infecties en letsels reageert, waarbij dit het lichaam helpt om pathogenen te onthouden, om zo immuniteit tegen specifieke ziekten op te bouwen. Daarom zijn verdere onderzoeken nodig voor het introduceren van melatoninepreparaten in therapie als immuun ‘activator’, om evt. ernstige bijwerkingen van een dergelijke therapie, te helpen verminderen en/of te helpen voorkomen.

## Indicaties
Melatonine is een van de weinige voedingssupplementen die de strenge beoordeling door de Europese Autoriteit voor voedselveiligheid (EFSA) hebben doorstaan. De EFSA vond dat er voldoende wetenschappelijke onderbouwing was voor de gezondheidsclaim dat melatonine de symptomen van jetlag vermindert, maar niet dat melatonine de inslaaptijd verkort en de slaapkwaliteit verbetert.
Melatonine wordt gebruikt bij:
- verstoord waak-slaapritme, zoals bij een jetlag en het vertraagde-slaapfasesyndroom. Het gebruik van melatonine bij een jetlag wordt aanbevolen bij mensen die ten minste vijf tijdzones overbruggen (dat wil zeggen vijf uur tijdsverschil). Bij vluchten naar het Oosten zou het effectiever zijn dan bij vluchten naar het Westen. In een cochrane review werd gebruik van melatonine bij een jetlag als 'opmerkelijk effectief' beoordeeld.[17] Een meta-analyse in het British Medical Journal uit 2006 daarentegen concludeerde: 'Er is geen bewijs dat melatonine effectief is bij het behandelen van secundaire slaapstoornissen of slaapstoornissen die het gevolg zijn van slaapbeperking, zoals jetlag en slaapstoornissen bij ploegendienst. Er is wel bewijs dat het bij kortdurend gebruik veilig is.'[18] Er was bij deze meta-analyse een gering effect, dat echter niet statistisch significant was.
- algemene inslaapstoornissen
- slaapstoornissen bij kinderen met leerproblemen, autisme, hersenverlamming of visusstoornissen, inclusief blindheid
- bij kinderen met ADHD wordt het experimenteel toegepast, omdat in deze doelgroep slaapstoornissen vaak voorkomen[19]
- ter ondersteuning van het afbouwen van benzodiazepine-agonisten
- in klinisch onderzoek als weesgeneesmiddel bij verstoord waak-slaapritme bij blinden zonder lichtperceptie (een dosering is nog niet vastgesteld)
- melatonine is voorgesteld als geneesmiddel tegen tinnitus[20]

Er zijn verder aanwijzingen voor gunstige effecten van melatonine op het immuunsysteem, behalve bij auto-immuun reumatoïde artritis. Deze ziekte kan verergeren onder invloed van melatonine. Verder heeft melatonine antioxiderende eigenschappen die bescherming kunnen bieden tegen DNA-beschadiging en kanker.

## Bijwerkingen
Sufheid, hoofdpijn, duizeligheid en misselijkheid zijn ook de bijwerkingen die het vaakst worden gemeld wanneer typische klinische doses (3 mg) melatonine gedurende meerdere dagen tot meerdere weken door gezonde personen en patiënten worden ingenomen.
Bij het innemen van melatonine op een verkeerde tijd (vóór 15:30 en ná 00:00) kan dit leiden tot het verder naar achteren verschuiven van de slaapfase. Een ander bijwerkingseffect dat kan voorvallen, is lucide dromen. Een lucide droom is een droom waarvan men ervan bewust is dat hij droomt en die droom zelfs eventueel kan controleren.

### Contra-indicaties
Mensen die lijden aan leukemie of een auto-immuunziekte als crohn of reuma zouden alleen melatonine moeten gebruiken als het effect van dit hormoon op deze ziekten beter bekend is. Sommige artsen raden vrouwen met baarmoederhalskanker af om melatonine te gebruiken.